# جوانا فالي كوستا
جوانا فالي كوستا (بالبرتغالية: Joana Valle Costa‏) مواليد 31 أكتوبر 1995 في لشبونة، هي لاعبة كرة مضرب برتغالية وتحتل حالياً المرتبة 901 (21 مارس 2016) في تصنيف رابطة محترفات كرة المضرب. أعلى تصنيف لها في الفردي كان 782. أعلى تصنيف لها في الزوجي كان 709.

## النهائيات

### الفردي (0–1)
| الحصيلة | الرقم | التاريخ      | الدورة             | الأرضية | المنافس        | النتيجة       |
| ------- | ----- | ------------ | ------------------ | ------- | -------------- | ------------- |
| الوصافة | 1.    | 4 يونيو 2012 | امارانتي، البرتغال | صلبة    | فيرجيني ياسيمي | 4–6, 6–1, 2–6 |

## روابط خارجية
- جوانا فالي كوستا على موقع رابطة محترفات التنس (الإنجليزية)
- جوانا فالي كوستا على موقع الاتحاد الدولي لكرة المضرب (الإنجليزية)
- جوانا فالي كوستا على موقع كأس بيلي جين كينغ (الإنجليزية)
- جوانا فالي كوستا على موقع خلاصة التنس.كوم (الإنجليزية)